# The Nervous Return
The Nervous Return è stata una band di Los Angeles. La band, nota per i suoi elettrizzanti e imprevedibili spettacoli dal vivo, ha fatto tour in Europa e in Nord America, affiancando band come i No Doubt e i Blink-182.

## Storia
I Nervous Return si sono formati nella primavera del 2000 da un'idea di Jason Muller (chitarra e voce), Anthony Crouse (basso e voce), e Greg Gordon (batteria).